# 久野征四郎
久野 征四郎（、1940年〈昭和15年〉4月18日 - ）は、日本の元俳優。旧芸名・別名は久野 聖四郎、北川 欽三。静岡県出身。

## 人物
東宝専属の俳優で、特にアクション映画や特撮映画に多く出演。その中でも、松葉杖の殺し屋というインパクトのある役を演じた『殺人狂時代』（1967年 岡本喜八監督）が代表作として挙げられる。書籍『ゴジラ大百科 [メカゴジラ編]』では、「硬質な演技が印象に残る」と評している。
加山雄三と親交が深く、俳優引退後は加山プロモーションに所属し光進丸クルー兼秘書として長きに渡り加山の手助けをした。また作詞家としても「渚の詩」「びっこの仔犬」「俺たち」「さよならとさよなら」などの作品があり、すべて親交のある加山が歌っている。
2010年まで、東京都神田淡路町にて、牛タン店『利助 淡路町店』を経営していた。
小松政夫とも下積み時代を同時期に過ごした者同士として当時から親交が深く、小松の著書『のぼせもんやけん2 植木等の付き人時代のこと』に実名で登場している。

## 主な出演作品

### 映画
- 暗黒街の牙（1962年 福田純監督）：所員
- にっぽん実話時代（1963年 福田純監督）：助監督
- 妻という名の女たち（1963年 筧正典監督）：久子の新郎
- 青島要塞爆撃命令（1963年 古沢憲吾監督）：監視兵[要出典][注釈 1]
- ゴジラシリーズ
  - モスラ対ゴジラ（1964年 本多猪四郎監督）：自衛隊員[出典 3]、船着場の漁師[4]
  - 三大怪獣 地球最大の決戦（1964年 本多猪四郎監督）：喫茶店のボーイ[3][4]
  - ゴジラ・エビラ・モスラ 南海の大決闘（1966年 福田純監督）：ラリーダンスの観客[4]
  - 怪獣島の決戦 ゴジラの息子（1967年 福田純監督）：田代[出典 4]
  - 怪獣総進撃（1968年 本多猪四郎監督）：SY-3号乗組員[出典 1]・谷[4]
- 君も出世ができる（1964年 須川栄三監督）：東和観光重役、ダンスホールのボーイ（2役）
- ホラ吹き太閤記（1964年 古澤憲吾監督）：信長の近衆[注釈 1]
- 国際秘密警察 火薬の樽（1964年 坪島孝監督）：世界統一同盟隊員
- 戦場にながれる歌（1965年 松山善三監督）：千田伍長
- 100発100中（1965年 福田純監督）：青沼興業の子分
- 大菩薩峠（1966年 岡本喜八監督）：加藤主税
- 奇巌城の冒険（1966年 谷口千吉監督）：ペシルの武官[注釈 1]
- フランケンシュタインの怪獣 サンダ対ガイラ（1966年 本多猪四郎監督）：若い漁夫[1][3]
- 若大将シリーズ
  - レッツゴー!若大将（1967年 岩内克己監督）：松川
  - 帰ってきた若大将（1981年 小谷承靖監督）：郵便局員
- クレージー作戦シリーズ
  - クレージーだよ天下無敵（1967年 坪島孝監督）：神武の手下
  - クレージーのぶちゃむくれ大発見（1969年 古澤憲吾監督）：鬼熊の配下
- 殺人狂時代（1967年 岡本喜八監督）：松葉杖の殺し屋
- キングコングの逆襲（1967年 本多猪四郎監督）：自衛隊員
- 東宝8.15シリーズ
  - 日本のいちばん長い日（1967年 岡本喜八監督）：叛乱軍大隊長
  - 連合艦隊司令長官 山本五十六（1968年 丸山誠治監督）：当直士官[1]
  - 日本海大海戦（1969年 丸山誠治監督）：塚本中尉[要出典]
  - 激動の昭和史 沖縄決戦（1971年 岡本喜八監督）：第三戦隊長[8]
- 乱れ雲（1967年 成瀬巳喜男監督）
- 100発100中 黄金の眼（1968年 福田純監督）：密輸団の手下
- 斬る（1968年 岡本喜八監督）：正高大次郎
- 狙撃（1968年 堀川弘通監督）：密輸団員
- 新選組（1969年 沢島忠監督）：井上源三郎
- 待ち伏せ（1970年 稲垣浩監督）：騎馬侍
- 戦争と人間 第二部・愛と悲しみの山河（1971年 山本薩夫監督、日活作品）：張学良
- 人間革命（1973年 舛田利雄監督）
- 不毛地帯（1976年 山本薩夫監督）：関東軍幕僚

### テレビドラマ
- ウルトラシリーズ
  - ウルトラマン 第21話「噴煙突破せよ」（1966年）：旅客機パイロット
  - ウルトラセブン 第7話「宇宙囚人303」（1967年）：ガソリンスタンド店員・二郎
- でっかい青春 第10話「三百六十五分の一」（1967年）
- 昔三九郎 第15話「解決」（1968年）
- 戦え! マイティジャック 第21話「亡霊の仮面をはぎ取れ」（1968年）：須山隊長代行
- 五人の野武士 第24話「黄金」（1969年）
- 特別機動捜査隊
  - 第431話「馬鹿な女」（1970年） - 浜村
  - 第534話「復讐の条件」（1972年） - 末富
  - 第633話「サソリ座の女」（1973年）[注釈 2]
- 新三匹の侍 第3話「狂い斬り闇を裂く」（1970年） - 田辺
- 大岡越前 第1部 第19、20話「悪魔の人形使い -前・後編-」（1970年） - 小原剛造
- おらんだ左近事件帖 第21話「雛人形は知っていた」（1972年）
- 荒野の素浪人
  - 第31話「爆破 十一人の決死隊」（1972年）
  - 第58話「荒涼 殺生谷の黄金」（1973年）
- アイアンキング 第6話「戦士の子守唄」（1972年）：不知火順七郎
- ワイルド7 第22話「奇襲! トライアル作戦」（1973年）：ブラックスパイダー団員
- 荒野の用心棒
  - 第10話「兇悪の罠が欲望の野に仕掛けられて…」（1973年）
  - 第33話「反逆の牙は暁を裂いて…」（1973年） - 早川兵馬
- 魔人ハンター ミツルギ 第4話「黄金妖怪カネクジラの魔力!」（1973年）：サソリ忍者
- スーパーロボット レッドバロン 第13話「五大都市爆破10分前」（1973年）：八木沢徹
- ロボット刑事 第17話「魔の泡に消されるな?!」（1973年）：横田剛の相棒
- 流星人間ゾーン 第18話「指令『日本列島爆破せよ』」・第19話「命令『Kスイ星で地球をこわせ』」（1973年）：丹沢博士の助手[注釈 3]
- 太陽にほえろ!
  - 第59話「生命の代償」
  - 第433話「金髪のジェニー」（1980年）
- 江戸の旋風（1975年 - 1980年） - 早水新之丞
- ぼくの妹に 第4作（1978年）
- 大追跡 第24話「爆殺魔」（1978年）- 刑事
- 江戸の渦潮 第13話「復讐に燃えた女」（1978年）
- 姿三四郎 第21話「明暗」（1979年）
- 俺たちは天使だ! 第4話「運が良ければボロもうけ」（1979年） - クラブ店長・三森英雄
- 江戸の激斗（1979年）
  - 第9話「非情の罠・群狼を斬れ!」
  - 第25話「風に舞う必殺四方剣」
- 大江戸捜査網 第3シリーズ 第369話「非情の少女囮作戦」（1980年）
- 鬼平犯科帳 第2シリーズ 第1話「山吹屋お勝」（1981年）

### その他
- 「斬る」DVD映像特典 「『斬る』ベルリン国際映画祭へ」

## 久野征四郎を演じた人物
- 中島歩 - 『植木等とのぼせもん』（テレビドラマ。2017年、NHK。）